# St. Leo
|  | Per a altres significats, vegeu «St. Leo (Minnesota)». |

St. Leo és una població dels Estats Units a l'estat de Florida. Segons el cens del 2000 tenia 595 habitants.

## Demografia
Segons el cens del 2000, St. Leo tenia 595 habitants, 41 habitatges, i 30 famílies. La densitat de població era de 142,7 habitants/km².
Dels 41 habitatges en un 43,9% hi vivien nens de menys de 18 anys, en un 56,1% hi vivien parelles casades, en un 12,2% dones solteres, i en un 24,4% no eren unitats familiars. En el 22% dels habitatges hi vivien persones soles el 9,8% de les quals corresponia a persones de 65 anys o més que vivien soles. El nombre mitjà de persones vivint en cada habitatge era de 2,63 i el nombre mitjà de persones que vivien en cada família era de 3,1.
Per edats la població es repartia de la següent manera: un 5,5% tenia menys de 18 anys, un 77% entre 18 i 24, un 6,4% entre 25 i 44, un 6,2% de 45 a 60 i un 4,9% 65 anys o més.
L'edat mediana era de 20 anys. Per cada 100 dones de 18 o més anys hi havia 91,8 homes.
La renda mediana per habitatge era de 91 $ i la renda mediana per família de 39.583 $. Els homes tenien una renda mediana de 35.000 $ mentre que les dones 7.250 $. La renda per capita de la població era de 8.384 $. Entorn de l'11,4% de les famílies i el 19,9% de la població estaven per davall del llindar de pobresa.

## Poblacions properes
El següent diagrama mostra les poblacions més properes.